# Вінченцо Яквінта
Вінченцо Яквінта (італ. Vincenzo Iaquinta, нар. 21 листопада 1979, Кротоне) — колишній італійський футболіст, який виступав на позиції нападника.
Найбільш відомий виступами за клуби «Удінезе», «Ювентус» та національну збірну Італії.
У складі збірної — чемпіон світу.

## Клубна кар'єра
Вихованець футбольної школи клубу «Реджоло». Дорослу футбольну кар'єру розпочав 1996 року в основній команді того ж клубу, в якій провів два сезони, взявши участь у 33 матчах національної першості серед аматорських команд.
1998 року молодий гравець пробував сили у команді «Падова», що змагалася у Серії B, однак не зміг в ній закріпитися і того ж року уклав контракт з клубом «Кастель ді Сангро» з третього за силою італійського дивізіону (Серії C1).
Своєю грою за останню команду привернув увагу представників тренерського штабу клубу «Удінезе», до складу якого приєднався 2000 року. Відіграв за команду з Удіне наступні сім сезонів своєї ігрової кар'єри. Більшість часу, проведеного у складі «Удінезе», був основним гравцем атакувальної ланки команди.
До складу клубу «Ювентус» приєднався 2007 року. Протягом перших чотирьох сезонів в новому клубі встиг відіграти за «стару синьйору» 86 матчів національного чемпіонату.

## Виступи за збірні
Протягом 1999—2002 років залучався до складу молодіжної збірної Італії. На молодіжному рівні зіграв у 15 офіційних матчах, забив 2 голи.
2005 року дебютував в офіційних матчах у складі національної збірної Італії. Наразі провів у формі головної команди країни 40 матчів, забивши 6 голів. У складі збірної був учасником чемпіонату світу 2006 року у Німеччині, здобувши того року титул чемпіона світу, а також чемпіонату світу 2010 року у ПАР.
| Дата       | Місто          | Господарі         | Результат             | Гості                | Турнір               | Голи | Примітки       |
| ---------- | -------------- | ----------------- | --------------------- | -------------------- | -------------------- | ---- | -------------- |
| 30/03/2005 | Падуя          | Італія            | 0 – 0                 | Ісландія             | товариський матч     | -    |                |
| 04/06/2005 | Осло           | Норвегія          | 0 – 0                 | Італія               | Відбір до ЧС 2006    | -    |                |
| 08/06/2005 | Торонто        | Італія            | 1 – 1                 | Сербія та Чорногорія | товариський матч     | -    |                |
| 11/06/2005 | Нью-Йорк       | Італія            | 1 – 1                 | Еквадор              | товариський матч     | -    |                |
| 17/08/2005 | Дублін         | Ірландія          | 1 – 2                 | Італія               | товариський матч     | -    |                |
| 03/09/2005 | Глазго         | Шотландія         | 1 – 1                 | Італія               | Відбір до ЧС 2006    | -    |                |
| 07/09/2005 | Мінськ         | Білорусь          | 1 – 4                 | Італія               | Відбір до ЧС 2006    | -    |                |
| 12/10/2005 | Лечче          | Італія            | 2 – 1                 | Молдова              | Відбір до ЧС 2006    | -    |                |
| 12/11/2005 | Амстердам      | Нідерланди        | 1 – 3                 | Італія               | товариський матч     | -    |                |
| 16/11/2005 | Женева         | Італія            | 1 – 1                 | Кот-д'Івуар          | товариський матч     | -    |                |
| 01/03/2006 | Флоренція      | Італія            | 4 – 1                 | Німеччина            | товариський матч     | -    |                |
| 31/05/2006 | Женева         | Швейцарія         | 1 – 1                 | Італія               | товариський матч     | -    |                |
| 12/06/2006 | Ганновер       | Італія            | 2 – 0                 | Гана                 | ЧС 2006 - 1-й етап   | 1    |                |
| 17/06/2006 | Кайзерслаутерн | Італія            | 1 – 1                 | США                  | ЧС 2006 - 1-й етап   | -    |                |
| 26/06/2006 | Кайзерслаутерн | Італія            | 1 – 0                 | Австралія            | ЧС 2006 - 1/8 фіналу | -    |                |
| 04/07/2006 | Дортмунд       | Німеччина         | 0 – 2 д.ч.            | Італія               | ЧС 2006 - півфінал   | -    |                |
| 09/07/2006 | Берлін         | Італія            | 1 – 1 д.ч. (5-3 п.п.) | Франція              | ЧС 2006 - Фінал      | -    | Чемпіони світу |
| 07/10/2006 | Рим            | Італія            | 2 – 0                 | Україна              | Відбір до ЧЄ 2008    | -    |                |
| 11/10/2006 | Тбілісі        | Грузія            | 1 – 3                 | Італія               | Відбір до ЧЄ 2008    | -    |                |
| 12/09/2007 | Київ           | Україна           | 1 – 2                 | Італія               | Відбір до ЧЄ 2008    | -    |                |
| 17/11/2007 | Глазго         | Шотландія         | 1 – 2                 | Італія               | Відбір до ЧЄ 2008    | -    |                |
| 21/11/2007 | Модена         | Італія            | 3 – 1                 | Фарерські острови    | Відбір до ЧЄ 2008    | -    |                |
| 26/03/2008 | Ельче          | Іспанія           | 1 – 0                 | Італія               | товариський матч     | -    |                |
| 10/09/2008 | Удіне          | Італія            | 2 – 0                 | Грузія               | Відбір до ЧС 2010    | -    |                |
| 19/11/2008 | Афіни          | Греція            | 1 – 1                 | Італія               | товариський матч     | -    |                |
| 28/03/2009 | Подгориця      | Чорногорія        | 0 – 2                 | Італія               | Відбір до ЧС 2010    | -    |                |
| 01/04/2009 | Барі           | Італія            | 1 – 1                 | Ірландія             | Відбір до ЧС 2010    | 1    |                |
| 10/06/2009 | Преторія       | Італія            | 4 – 3                 | Нова Зеландія        | товариський матч     | 2    |                |
| 15/06/2009 | Преторія       | США               | 1 – 3                 | Італія               | Кубок Конфедерацій   | -    |                |
| 18/06/2009 | Йоганнесбург   | Єгипет            | 1 – 0                 | Італія               | Кубок Конфедерацій   | -    |                |
| 21/06/2009 | Преторія       | Італія            | 0 – 3                 | Бразилія             | Кубок Конфедерацій   | -    |                |
| 12/08/2009 | Базель         | Швейцарія         | 0 – 0                 | Італія               | товариський матч     | -    |                |
| 05/09/2009 | Тбілісі        | Грузія            | 0 – 2                 | Італія               | Відбір до ЧС 2010    | -    |                |
| 09/09/2009 | Турин          | Італія            | 2 – 0                 | Болгарія             | Відбір до ЧС 2010    | 1    |                |
| 10/10/2009 | Дублін         | Ірландія          | 2 – 2                 | Італія               | Відбір до ЧС 2010    | -    |                |
| 03/06/2010 | Брюссель       | Італія            | 1 – 2                 | Мексика              | товариський матч     | -    |                |
| 05/06/2010 | Женева         | Швейцарія         | 1 – 1                 | Італія               | товариський матч     | -    |                |
| 14/06/2010 | Кейптаун       | Італія            | 1 – 1                 | Парагвай             | ЧС 2010 - 1-й етап   | -    |                |
| 20/06/2010 | Мбомбела       | Італія            | 1 – 1                 | Нова Зеландія        | ЧС 2010 - 1-й етап   | 1    |                |
| 24/06/2010 | Йоганнесбург   | Словаччина        | 3 – 2                 | Італія               | ЧС 2010 - 1-й етап   | -    |                |
| Усього     |                | Матчів (63 місце) | 40                    |                      | Голів                | 6    |                |

## Титули і досягнення

### Командні
- Чемпіон світу (1): 2006

### Особисті
- Найкращий бомбардир Кубка Італії (1):

2007–08 4 голи